# Pan-africanismo

Bandeira Pan-Africana pela AUPN

O pan-africanismo é uma doutrina que propõe a união de todos os povos da África como forma de potencializar a voz do continente no contexto internacional. Relativamente popular entre as elites africanas ao longo das lutas pela independência da segunda metade do século XX e, em parte, responsável pelo surgimento da Organização de Unidade Africana, o pan-africanismo tem sido mais defendido fora de África, entre os descendentes dos africanos escravizados que foram levados para a América até meados do século XIX e as pessoas de ascendência africana subsaariana emigradas do continente africano após a Década de 1960.
Originalmente, os pan-africanistas propunham a unidade política de toda a África e o reagrupamento das diferentes etnias, divididas pelas imposições dos colonizadores. Valorizavam a realização de cultos aos ancestrais e defendiam a ampliação do uso das línguas e dialetos africanos, proibidos ou limitados pelos colonizadores.  Em outras palavras, o pan-africanismo é também um movimento político, filosófico e social que promove a defesa dos direitos dos povos africanos e da unidade do continente africano no âmbito de um único Estado soberano, para todos os africanos, tanto na África como dos povos da diáspora.
A teoria pan-africanista foi desenvolvida principalmente pelos indivíduos da diáspora americana (descendentes de africanos escravizados) e por pessoas nascidas na África a partir de meados do final do século XIX, como William Edward Burghardt Du Bois e Marcus Mosiah Garvey, entre outros. Posteriormente, essas ideias foram levadas para a arena política por africanos, como Kwame Nkrumah. No Brasil, o pan-africanismo foi divulgado amplamente por Abdias Nascimento.
Em geral, consideram-se Henry Sylvester-Williams e o Dr. William Edward Burghardt Du Bois como os pais da pan-africanismo. No entanto, esse movimento social tem várias vertentes, cuja história remonta ao início do século XIX. O pan-africanismo tem influenciado a África a ponto de alterar radicalmente a sua paisagem política e de ter sido decisivo na luta pela independência de vários países do continente. 

## Origens do termo
Pan-africanismo vem do grego, pan (toda) e africanismo (referindo-se a elementos africanos). A criação do termo ocorre no quadro do  historicismo do século XIX, no que diz respeito ao destino dos povos e à  necessidade de  unidade dos grandes conjuntos culturais ou "nações naturais", a partir do expansionismo imperialista ocidental. Discute-se se a autoria da expressão pertence a William Edward Burghardt Du Bois ou a Henry Sylvester Williams.[carece de fontes?]

## Definição
Em meados do século XX o Pan-africanismo foi explicado como a doutrina política defendida pela irmandade africana, libertação do continente africano de seus colonizadores e ao estabelecimento de um Estado que buscasse a unificação de todo o continente sob um governo africano. Alguns teóricos como George Padmore acrescentaram a partir da Segunda Guerra Mundial, que o governo pan-africano deveria ser gerido segundo as premissas do socialismo cientifico. Outros teóricos postularam o caminho do rastafarianismo político, que defende um governo imperial.
Originalmente, o pan-africanismo centrava-se mais sobre a questão racial que na geográfica. Ainda hoje há muitos que defendam o caminho radicalista, visto os problemas de integração do norte da África, que conta com uma historia de etnia árabe, em uma unidade cultural coerente com a África Subsaariana, de população negra. Os objetivos do pan-africanismo atual, ainda que sejam semelhantes aos originais, mudaram.

## História

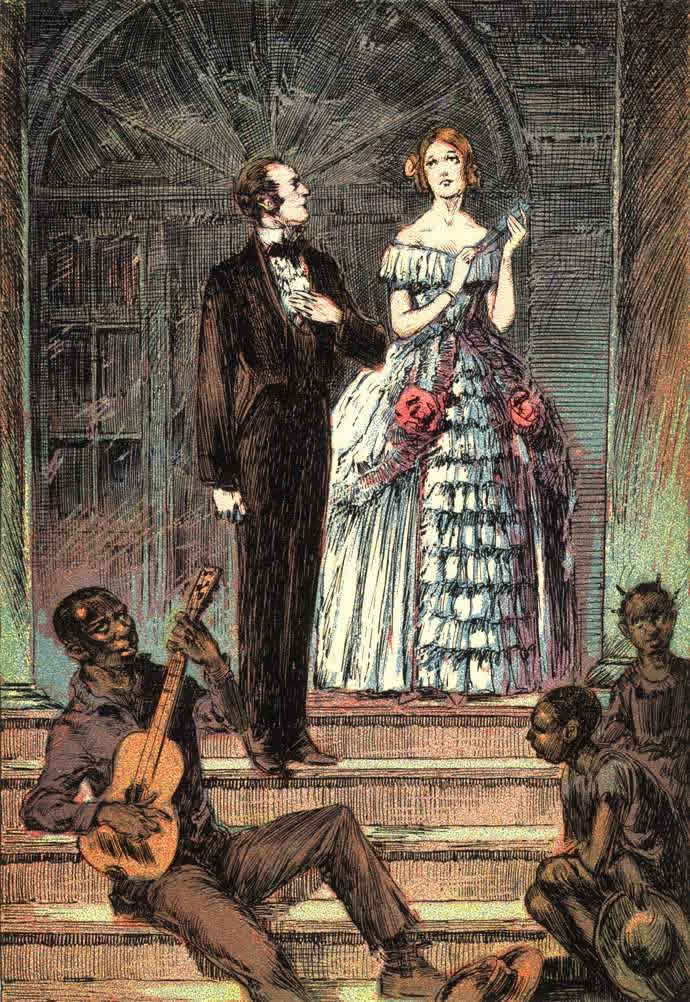
Imagem de 1890 mostrando o contraste entre norte-americanos brancos ricos e a pobreza de ex-escravos negros.

No início do século XIX, a escravatura ainda estava em vigor no sul dos Estados Unidos, mas não no norte, graças um decreto de 1787, que estabelecia o limite legal no Rio Ohio. Uma minoria de negros no norte tinha atingido uma posição socioeconômica próspera e alguns dos representantes desta classe começaram a desenvolver um sentimento de fraternidade racial que resultou no movimento "de volta para a África". Entre eles Paul Cuffe, um negro nascido livre, de pai africano e mãe ameríndia, que promoveu em 1815 uma tímida experiência de repatriamento para a África, antecessora da Sociedade Americana de Colonização fundadora da Libéria, mas os custos da empreitada dissuadiram-no.
No substrato intelectual que propiciou os movimentos abolicionistas, surgiram desde o início duas tendências na América do Norte: por um lado, os que acreditavam que a escravatura iria acabar, de uma forma ou de outra, e que era necessário encontrar uma casa para ex-escravos na África, a sua terra de origem. Os britânicos tinham estabelecido uma colônia na Serra Leoa entre 1787 e 1808, que se destinava às pessoas libertas dos barcos escravistas que capturavam.
O outro ponto de vista era dos que afirmavam que os descendentes dos escravos deviam permanecer na América e que inclusive tinham que ser capazes de uma subsistência independente. Mas, entre os mais acirrados abolicionista, não se acreditava que a raça negra e a raça branca podiam viver no mesmo espaço e prosperar sem um perpétuo conflito. Foi levado em consideração e pensado pelas próprias pessoas negras que, de uma forma ou de outra, seriam exploradas pelo sistema do homem branco, enquanto não tivessem a sua própria pátria. O elevado custo de envio de tantas pessoas para a África, fez com que a a segunda opção prevalecesse.